# Georg Fischer
Georg Fisher est une entreprise suisse active dans l'industrie mécanique, membre de l'association européenne des équipementiers automobiles, le CLEPA.

## Activité
- Systèmes de canalisations en plastique et en métal : raccords, tuyaux, vannes, actionneurs électriques et pneumatiques, capteurs de pression, et dispositifs de mesure destinés au transport, au traitement et à la régulation des fluides liquides et gazeux ;
- Composants automobiles : produits en fonte d'alliage à destination des véhicules utilitaires et de tourisme ;
- Équipements et systèmes d'automatisation destinés à la fabrication de moules et d'outils de précision.
À fin 2018, le groupe dispose de 57 sites de production dans le monde.

## Actionnaires
Liste des principaux actionnaires au 7 novembre 2019 :
| BWM                                          | 3,35% |
| Impax Asset Management                       | 3,02% |
| Credit Suisse Asset Management               | 2,99% |
| UBS AG (Investment Management)               | 2,99% |
| The Vanguard Group                           | 2,95% |
| Zürcher Kantonalbank (Investment Management) | 2,91% |
| Norges Bank Investment Management            | 2,69% |
| JPMorgan Asset Management                    | 2,60% |
| UBS Asset Management Switzerland             | 2,15% |
| DWS Investments                              | 2,10% |